# Граматички оријентисано програмирање
Граматички оријентисано програмирање (GOP) и граматички оријентисан објектни дизајн (GOOD) су добри за пројектовање и стварање доменски специфичних програмских језика (ДСЈ) за одређен пословни домен.
GOOD може да се користи за погон извршења апликације или се може користити да угради декларативну логичку обраду једног контекста свесне компоненте (КСК) или контекст свесне службе (КСС). GOOD је метод за стварање и одржавање динамички реконфигурантне софтверске архитектуре вођене од стране пословно-процесне архитектуре. Пословни преводилац је коришћен за снимање пословних процеса у право време радионица за разне линије пословања и стварање извршне симулације процеса који се користе.
Уместо коришћења једног ДСЛ-а за целокупно програмирање активности, GOOD предлаже комбинацију дефинисања домена специфичне семантике понашања у вези са употребом више традиционалних, опште намене програмских језика.